# Cratere Haret
Haret è un cratere lunare di 29,77 km di diametro situato nella parte sud-orientale della faccia nascosta della Luna.
Il cratere è dedicato all'astronomo rumeno Spiru Haret.

## Crateri correlati
Alcuni crateri minori situati in prossimità di Haret sono convenzionalmente identificati, sulle mappe lunari, attraverso una lettera associata al nome.
| Haret | Coordinate             | Diametro (in km) |
| ----- | ---------------------- | ---------------- |
| C     | 57°36′S 173°42′W       | 28,47            |
| Y     | 56°04′12″S 176°51′36″W | 28,56            |